# Amaya Coppens
Amaya Eva Coppens Zamora (nascida em 1994), é uma estudante ativista nicaraguense de origem belga . Ela é uma figura importante do Movimento Universitário 19 de Abril, fundado durante protestos contra o governo do presidente Daniel Ortega.

## Biografia
Amaya Coppens nasceu em Bruxelas em 1994 como filha do sociólogo belga Federico Coppens e da socióloga nicaraguense Tamara Zamora. Ela concluiu o Programa Internacional de Bacharelado Internacional no Colégio do Mundo Unido Li Po Chun em Hong Kong e estudou medicina na Universidade Nacional Autônoma da Nicarágua em León (UNAN-Leon).
Em 2018, foi presa por 9 meses e acusada de "terrorismo" por ter participado dos protestos contra o governo. Em 2019, foi presa novamente e acusada de "terrorismo" por tentar entregar água às mães de políticos presos que estavam em greve de fome pela libertação de seus filhos .